# كارلو مونتانو
كارلو مونتانو (بالإيطالية: Carlo Montano)‏ هو مبارز بالسيف إيطالي، ولد في 25 سبتمبر 1952 في ليفورنو في إيطاليا.

## وصلات خارجية
- كارلو مونتانو على موقع اللجنة الأولمبية الدولية (الإنجليزية)
- كارلو مونتانو على موقع أوليمبيديا (الإنجليزية)
- كارلو مونتانو على موقع اللجنة الأولمبية الإيطالية (الإيطالية)